# Tetanolita diruptalis
Tetanolita diruptalis är en fjärilsart som beskrevs av Walker 1865. Tetanolita diruptalis ingår i släktet Tetanolita och familjen nattflyn. Inga underarter finns listade i Catalogue of Life.